# 시치노헤토와다역
시치노헤토와다역(일본어: 七戸十和田駅)은 일본 아오모리현 가미키타군 시치노헤정에 위치한 동일본 여객철도 소속 철도역이며, 도호쿠 신칸센의 정차역이다. 승강장 구조로는 2면 2선이다.

## 승강장
| 1 | ■도호쿠·홋카이도 신칸센 | (하행) | 신아오모리·신하코다테호쿠토 방면 |
| 2 | ■도호쿠·홋카이도 신칸센 | (상행) | 모리오카 ・센다이・도쿄 방면     |

## 역 주변
- 나나코 도시 관광 교류 센터
- 이온 나나와 쇼핑 센터
- 나나와 경찰서
- 히가시 핫코다 온천
- 히가시 핫코다 가족 여행 마을

## 인접역
| 동일본 여객철도 도호쿠 신칸센 | 동일본 여객철도 도호쿠 신칸센 | 동일본 여객철도 도호쿠 신칸센 |
| ----------------------------- | ----------------------------- | ----------------------------- |
| 하치노헤 도쿄 방면            | ■ 신칸센 "하야테"             | 신아오모리 신아오모리 방면    |